# マクリアリィ郡 (ケンタッキー州)
マクリアリィ郡（英: McCreary County）は、アメリカ合衆国ケンタッキー州の南部に位置する郡である。2010年国勢調査での人口は18,306人であり、2000年の17,080人から7.2%増加した。郡庁所在地は国勢調査指定地域であるホイットリーシティ（人口1,170人）であり、法人化された都市が無い州内唯一の郡である。マクリアリィ郡は1912年に設立され、郡名は南北戦争の南軍側英雄であり、ケンタッキー州知事（在任1875年-1879年）を務めたジェイムズ・B・マクリアリィに因んで名付けられた。郡内にはビッグサウスフォーク国立河川レクリエーション地域、カンバーランド滝州立公園があり、また元は炭坑のキャンプ地を巡るビッグサウスフォーク景観鉄道が運行されている。
郡域の大半は連邦政府が所有している。63%はダニエル・ブーン国立の森、18%はビッグサウスフォーク国立河川レクリエーション地域としてアメリカ合衆国国立公園局が管理している。

## 歴史
マクリアリィ郡は1912年3月12日に設立され、州内で最後にできた郡となった。現領域は427.7平方マイル (1,107.7 km2) ある。領域の大半は、ウェイン郡とウィットリー郡から取られた。中央の鉄道と道路に沿った帯状地はプラスキ郡から取られた。この地域の初期歴史はこれら3郡のものであり、それぞれの歴史観によっている。南北戦争のとき、北軍がカンバーランド川を確保しようとして、ドネルソン砦を巡って北軍と南軍が熾烈な争いを行った所である。南軍のドネルソン砦が陥落したことでナッシュビル市まで北軍の支配するところとなった。
この地域で重要な要素はジャックスボロ道路だった。テネシー州ジャックスボロからポイントイザベルとサマセットに通るこの開拓道は、数千年前から使われていたインディアン道であるテリコ・トレイルを拡張したものだった。他の幾つかの道がこの道路と交差し、パインノット、ドリッピングスプリングス/クーリッジ、フラットロックなどの開拓村が成長した。その他の開拓地も遠隔の山間地に造られた。当時の経済は小規模の自給自足農業、枕木や樽板など木材加工業、および小さな炭坑があった。
19世紀初期からは、カンバーランド滝が初期観光地として注目を浴びた。その後の開発で観光客を増やし、ブランセン・インは季節による観光客の人気ある目的地になった。1931年にウィットリー郡からの道路が建設されるまで、滝への主要道はマクリアリィ郡を通るものだった。デュポン家相続者の寛大な寄付もあって、この滝は1930年に州立公園に加えられた。
1880年、郡内を通るシンシナティ・サザン鉄道が開通し、経済的な諸相を一変させた。木材や石炭を遠くの市場まで運ぶことができ、小さな鉱業や製材業の会社が出現した。しかし、ジャスタス・S・スターンズの事業ほど影響を与えたものは無かった。1903年から20世紀の大半を通じて、マクリアリィ郡はスターンズの会社の利益によって支配された。
スターンズの会社群は、1930年代の世界恐慌で、財務的な損失を避けるために広範囲の土地をアメリカ合衆国政府に売却し、それが1937年にカンバーランド国立の森の一部になった。この森はその後ダニエル・ブーン国立の森と改名された。1970年代、郡南部とテネシー州で議会が土地を取得し、19070年代半ばにビッグサウスフォーク国立河川レクリエーション地域が創設された。

## 地理
アメリカ合衆国国勢調査局に拠れば、郡域全面積は430.64平方マイル (1,115.4 km2)であり、このうち陸地427.70平方マイル (1,107.7 km2)、水域は2.94平方マイル (7.6 km2)で水域率は0.68%である。

### 地質

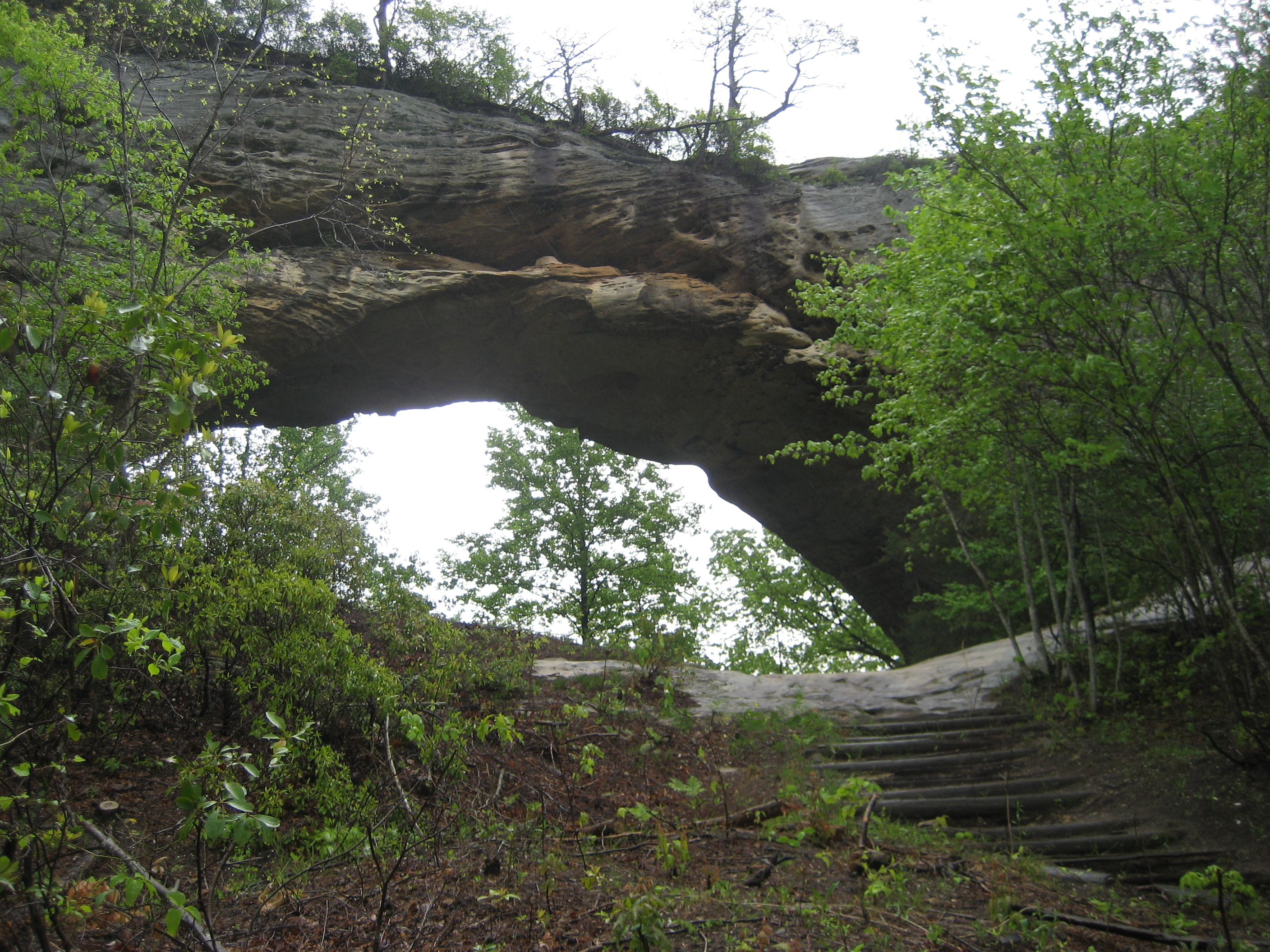
自然橋、ダニエル・ブーン国立の森ではよく見られる

マクリアリィ郡西側郡境は、ペニーロイヤル高原とカンバーランド高原の地理的境界にあたり、それぞれはミシシッピ高原と、東部炭田地域に属している。西のウェイン郡との郡境に沿って斜めに走り、北のプラスキ郡との境を通る線がポッツビル断層である。この岩がちな帯状地は地質的に若い東部炭田地域と古い西側の地域を分ける線でもある。砂岩の崖が帯状に連なり、急な斜面の狭く掘られた渓谷がある。ここはダニエル・ブーン国立の森に入っている。
切り立った崖が特徴であり、多くの峡谷、滝、岩屋、自然橋が見られる。中でもレッド川峡谷地質地域とダニエル・ブーン国立の森北中部にある自然橋州立公園が名高い。
マクリアリィ郡とプラスキ郡南部は、カンバーランド高原と東部炭田地域の始まりになっている。この地域の地質的基礎は厚い砂岩が表面にあり、その下にかなりの石炭層がある。地形は谷と水流で鋭く抉られ、大規模な伝統農業に適した土地は限られている。このために、地域経済h昔から製材や鉱業など搬出型産業に依存してきた。

### 交通
マクリアリィ郡空港が郡内のパインノット近くにある。

### 隣接する郡
- プラスキ郡 - 北
- ローレル郡 - 北東
- ウィットリー郡 - 東
- スコット郡 (テネシー州) - 南
- ウェイン郡 - 西

### 国立保護地域
- ビッグサウスフォーク国立河川レクリエーション地域（部分）
- ダニエル・ブーン国立の森（部分）

## 経済
マクリアリィ郡の経済史は浮き沈みのあるものであり、鉱業や製材など搬出資源に基づいていた。スターンの会社が1980年代に最後の鉱山をブルー・ダイアモンド・コールに売却し、その最後の鉱山も1994年に閉鎖された。産出される石炭は硫黄の成分量が高いので石炭産業の再興は不可能である。鉱山から輩出される水が郡内の多くの水域に悪影響を与えてきた。
工業の発展は1970年代に始まり、繊維縫製産業が興ってきた。地球規模経済の変化により、アメリカ合衆国国外にある生産施設に、消費衣料市場のかなりの部分が移ってきた。郡内に残っているものは軍需産業や高級消費財の生産に偏っている。木材は伐採や硬木加工があって、経済の要素であり続けている。1970年代以降、マクリアリィ郡は3つの工業団地を開発したがあまり成功しなかった。その最近の試みがケンタッキー州道92号線沿い、パインノットのものであり、新しい産業を誘致する手段として「規格」化された建物を建設している。
郡の経済で農業が重要な役割を果たしたことはなかった。2002年、郡の土地の5%が農地だった。主要作物は家畜、干し草、まぐさである。送売上高は566,000米ドルであり、1997年比で1%下がっていた。この低い数字は、郡内では本格的に農業に取り組まれたことがなく、郡の土地の80%以上が連邦政府に所有されているためである。州内120郡の中では農業生産高で112位になっている。
観光業は歴史あるスターンズ家資産の修復に始まり、観光鉄道の開発、ブルーヘロンでの解釈事業、1903年に作られたスターン社最初の炭坑と町であるバーセルの再建などがあった。これらの資源はアメリカにおける石炭鉱業について最大の歴史解釈源となっている。ビッグサウスフォーク景観鉄道では、現在蒸気機関車の運行や路線延伸が企画されている。
ビッグサウスフォーク国立河川レクリエーション地域は広さが196平方マイル (508 km2) あり、その約3分の1が郡内にある。この公園の最大部分といバンディ・クリーク観光案内所はテネシー州内にある。2004年には901,425人の観光客を集めたが、2002年比で23%減少していた。組織的な活動、行事、レクリエーション的観光機会が無いために、ケンタッキー州内の来客数も多くない。ダニエル・ブーン国立の森にあるスターンズとサマセットの地区でも同様な問題が起きている。

## 人口動態
以下は2000年国勢調査による人口統計データである。
| 基礎データ - 人口: 17,080人 - 世帯数: 6,520 世帯 - 家族数: 4,753 家族 - 人口密度: 15人/km2（40人/mi2） - 住居数: 7,405軒 - 住居密度: 7軒/km2（17軒/mi2） 人種別人口構成 - 白人: 97.99% - アフリカン・アメリカン: 0.63% - ネイティブ・アメリカン: 0.42% - アジア人: 0.02% - 太平洋諸島系: 0.01% - その他の人種: 0.20% - 混血: 0.73% - ヒスパニック・ラテン系: 0.62% 年齢別人口構成 - 18歳未満: 27.7% - 18-24歳: 9.8% - 25-44歳: 28.2% - 45-64歳: 23.7% - 65歳以上: 10.6% - 年齢の中央値: 34歳 - 性比（女性100人あたり男性の人口） - 総人口: 96.9 - 18歳以上: 93.8 | 世帯と家族（対世帯数） - 18歳未満の子供がいる: 35.7% - 結婚・同居している夫婦: 54.5% - 未婚・離婚・死別女性が世帯主: 13.8% - 非家族世帯: 27.1% - 単身世帯: 24.7% - 65歳以上の老人1人暮らし: 8.4% - 平均構成人数 - 世帯: 2.55人 - 家族: 3.03人 収入と家計 - 収入の中央値 - 世帯: 19,348米ドル - 家族: 22,261米ドル - 性別 - 男性: 20,823米ドル - 女性: 15,575米ドル - 人口1人あたり収入: 9,896米ドル - 貧困線以下 - 対人口: 32.2% - 対家族数: 26.1% - 18歳未満: 40.5% - 65歳以上: 27.3% |

非ヒスパニック系白人が多数を占める郡にあって、人口1人あたり収入では国内最貧クラスであり、ケンタッキー州内でもクレイ郡に次いで下から2番目である。

## 政府の機関
アメリカ合衆国刑務所局のマクリアリィ刑務所が郡内パインノット近くにある。

## 都市と町
マクリアリィ郡には法人化された都市や町が無く、このことではケンタッキー州で唯一の郡になっている。下記リストは全て国勢調査指定地域である
- ホイットリーシティ - 郡庁所在地
- パインノット
- スターンズ

## 見所
| - バーセル炭坑町 - ビッグサウスフォーク国立河川レクリエーション地域 - ビッグサウスフォーク景観鉄道 - ブルーヘロン炭坑町 - カンバーランド滝州立リゾート公園 | - イーグル滝 - マクリアリィ郡博物館 - ナチュラルアーチ・オブ・ケンタッキー - ヤフー滝 - ヤフー・アーチ |